# Ciclismo ai Giochi della XV Olimpiade - Inseguimento a squadre
La competizione dell'inseguimento a squadre di ciclismo dei Giochi della XV Olimpiade si tenne i giorni 28 e 29 luglio 1952  all'Helsingin Velodromi di Helsinki, in Finlandia.

## Programma
| Data           | Round            | Note                                                            |
| -------------- | ---------------- | --------------------------------------------------------------- |
| 28 luglio 1952 | Qualificazioni   | I migliori otto tempi ai quarti di finale.                      |
| 29 luglio 1952 | Quarti di finale | I vincitori di ogni serie alle semifinali.                      |
| 29 luglio 1952 | Semifinali       | I vincitori di ogni serie alla finale. I perdenti al 3&4 posto. |
| 29 luglio 1952 | Finali           |                                                                 |

## Risultati

### Qualificazioni
| Pos. | Nazione          | Atleti                                                                  | Tempo  | Note |
| ---- | ---------------- | ----------------------------------------------------------------------- | ------ | ---- |
| 1    | Italia           | Marino Morettini, Guido Messina Mino De Rossi, Loris Campana            | 4'49"8 | Q    |
| 2    | Gran Bretagna    | Ron Stretton, Alan Newton George Newberry, Don Burgess                  | 4'50"6 | Q    |
| 3    | Francia          | Henri Andrieux, Pierre Michel Jean-Marie Joubert, Claude Brugerolles    | 4'52"4 | Q    |
| 4    | Sudafrica        | Thomas Shardelow, Jimmy Swift Bobby Fowler, George Estman               | 4'53"8 | Q    |
| 5    | Belgio           | Gabriel Glorieux, José Pauwels Robert Raymond, Paul De Paepe            | 4'54"0 | Q    |
| 6    | Danimarca        | Knud Andersen, P. Lundgren Kristensen Henning R. Larsen, Bent Jørgensen | 4'54"1 | Q    |
| 7    | Paesi Bassi      | Jan Plantaz, Adrie Voorting Daniël de Groot, Jules Maenen               | 4'54"5 | Q    |
| 8    | Svizzera         | Hans Pfenninger, Heinrich Müller Max Wirth, Oskar von Büren             | 4'55"0 | Q    |
| 9    | Argentina        | Pedro Salas, Óscar Pezoa Óscar Giacché, Rodolfo Caccavo                 | 4'55"2 |      |
| 10   | Ungheria         | Imre Furmen, István Lang István Schillerwein, István Pásztor            | 4'55"5 |      |
| 11   | Svezia           | Owe Nordqvist, Stig Andersson Bengt Fröbom, Arne Johansson              | 4'58"2 |      |
| 12   | Uruguay          | Luis Ángel de los Santos, Luis Serra Atilio François, Juan de Armas     | 4'58"9 |      |
| 13   | Austria          | Kurt Nemetz, Arthur Mannsbarth Franz Wimmer, Walter Bortel              | 4'59"6 |      |
| 14   | Unione Sovietica | Viktor Meshkov, Vasily Fedin Nikolai Matvejev, Valentin Mikhaylov       | 5'00"1 |      |
| 15   | Finlandia        | Paul Nyman, Urho Sirén Aimo Jokinen, Nils Henriksson                    | 5'03"2 |      |
| 16   | Bulgaria         | Milcho Rusev, Iliya Velchev Boyan Kotsev, Dimitar Bobchev               | 5'08"2 |      |
| 17   | Australia        | Jim Nevin, Kenneth Caves Peter Nelson, Peter Pryor                      | 5'11"1 |      |
| 18   | Stati Uniti      | Stephen Hromjak, James Lauf Thomsa Montemage, Donald Sheldon            | 5'11"6 |      |
| 19   | Giappone         | Kihei Tomioka, Tadashi Kato Tamotsu Chikanari, Masazumi Tajima          | 5'13"4 |      |
| 20   | Venezuela        | Luis Toro, Danilo Heredia Andoni Ituarte, Ramón Echegaray               | 5'16"2 |      |
| 21   | Guatemala        | Armando Castillo, Fernando Marroquín Carlos Sandoval, Juan Montoya      | 5'38"0 |      |
| 22   | India            | Netai Bysack, Suprovat Chakravarty Raj Kumar Mehra, Tarit Kumar Sett    | 6'06"1 |      |

### Quarti di finale
| Serie | Pos. | Nazione       | Atleti                                                               | Tempo  | Note |
| ----- | ---- | ------------- | -------------------------------------------------------------------- | ------ | ---- |
| 1     | 1    | Italia        | Marino Morettini, Guido Messina Mino De Rossi, Loris Campana         | 4'50"7 | Q    |
| 1     | 2    | Svizzera      | Hans Pfenninger, Heinrich Müller Max Wirth, Oskar von Büren          | 5'06"2 |      |
| 2     | 1    | Gran Bretagna | Ron Stretton, Alan Newton George Newberry, Don Burgess               | 4'52"2 | Q    |
| 2     | 2    | Paesi Bassi   | Jan Plantaz, Adrie Voorting Daniël de Groot, Jules Maenen            | 4'57"8 |      |
| 3     | 1    | Francia       | Henri Andrieux, Pierre Michel Jean-Marie Joubert, Claude Brugerolles | 4'54"7 | Q    |
| 3     | 2    | Danimarca     | Knud Andersen, P. Lundgren Kristensen Jean Hansen, Bent Jørgensen    | 4'58"4 |      |
| 4     | 1    | Sudafrica     | Thomas Shardelow, Jimmy Swift Bobby Fowler, George Estman            | 4'50"6 | Q    |
| 4     | 2    | Belgio        | Gabriel Glorieux, José Pauwels Robert Raymond, Paul De Paepe         | 4'51"7 |      |

### Semifinali
| Serie | Pos. | Nazione       | Atleti                                                               | Tempo  | Note |
| ----- | ---- | ------------- | -------------------------------------------------------------------- | ------ | ---- |
| 1     | 1    | Italia        | Marino Morettini, Guido Messina Mino De Rossi, Loris Campana         | 4'45"7 | Q    |
| 1     | 2    | Gran Bretagna | Ron Stretton, Alan Newton George Newberry, Don Burgess               | 4'49"4 |      |
| 2     | 1    | Sudafrica     | Thomas Shardelow, Jimmy Swift Bobby Fowler, George Estman            | 4'41"2 | Q    |
| 2     | 2    | Francia       | Henri Andrieux, Pierre Michel Jean-Marie Joubert, Claude Brugerolles | Rit.   |      |

### Finali
| Pos.          | Nazione       | Atleti                                                               | Tempo         |
| 1º e 2º posto | 1º e 2º posto | 1º e 2º posto                                                        | 1º e 2º posto |
| ------------- | ------------- | -------------------------------------------------------------------- | ------------- |
| Oro           | Italia        | Marino Morettini, Guido Messina Mino De Rossi, Loris Campana         | 4'46"1        |
| Argento       | Sudafrica     | Thomas Shardelow, Jimmy Swift Bobby Fowler, George Estman            | 4'53"6        |
| 3º e 4º posto |               |                                                                      |               |
| Bronzo        | Gran Bretagna | Ron Stretton, Alan Newton George Newberry, Don Burgess               | 4'51"5        |
| 4             | Francia       | Henri Andrieux, Pierre Michel Jean-Marie Joubert, Claude Brugerolles | 4'51"9        |